# Mormodes mejiae
Mormodes mejiae är en orkidéart som beskrevs av Guido Frederico João Pabst. Mormodes mejiae ingår i släktet Mormodes och familjen orkidéer.
Artens utbredningsområde är Colombia. Inga underarter finns listade i Catalogue of Life.